# Sekhmet
(Iscrizione di Ramses III nel Tempio di Medinet Habu)

Sekhmet

Sekhmet  (anche Sachmis, Sakhmet, Sekhet o Sakhet) è una divinità egizia appartenente alla religione dell'antico Egitto. Era venerata come divinità della guerra, della medicina e delle guarigioni. Veniva rappresentata come leonessa o donna dalla testa di leonessa, la belva più feroce dell'immaginario egizio: la ferocia, la violenza e l'ira distruttiva erano infatti caratteristiche attribuite a questa temuta dea. Gli antichi egizi ritenevano che il suo respiro generasse il deserto. Era inoltre considerata una patrona dei faraoni, specialmente in ambito militare. Sekhmet era una divinità solare (e rappresentata con il disco solare sul capo), talvolta definita figlia di Ra, sposa di Ptah e associata a Bastet, Hathor, Tefnut e Mut, a sua volta raffigurata come leonessa. Secondo la teologia menfita, unendosi a Ptah avrebbe generato Nefertum, dio del profumo (raffigurato, raramente, come leone) - a sua volta assimilato all'altro dio della guerra, Maahes; di conseguenza Ptah, Sekhmet e Nefertum erano venerati come una triade, come recita un'antica poesia rivolta a Menfi, sede del loro culto:
(Papiro Harris 500)

## Etimologia
Il nome di Sekhmet deriva dalla parola egizia sekhem che significa potenza, avere controllo con l'aggiunta del suffisso femminile t. Il suo nome ne esplica le caratteristiche: è traducibile come la Potente. Veniva anche denominata Colei davanti a Cui perfino il Male trema, Signora del terrore, Signora della strage, Colei Che percuote.

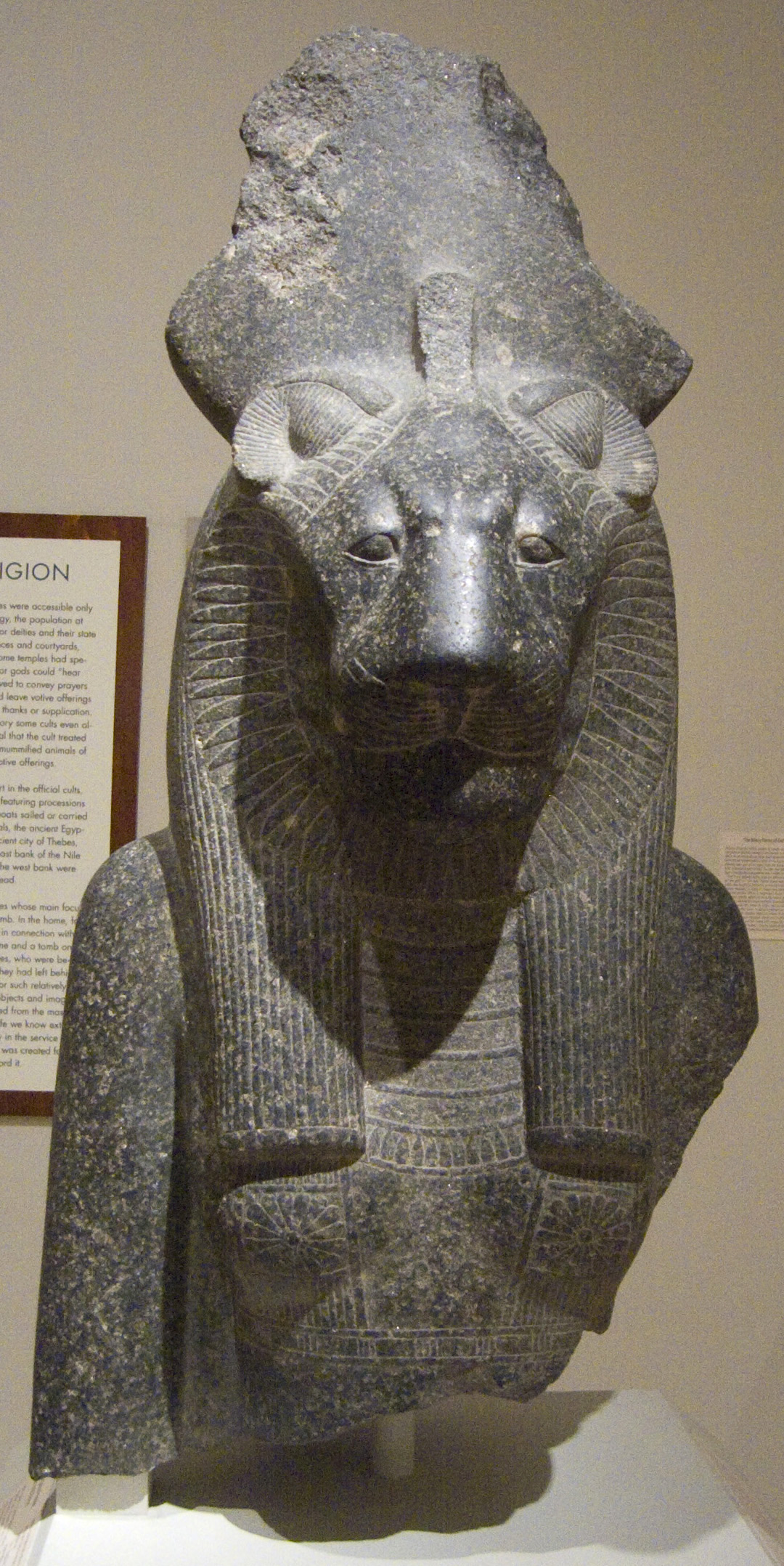
Busto di Sekhmet in granodiorite, risalente al regno di Amenofi III (ca. 1386 a.C. - 1348 a.C.). Brooklyn Museum, New York. Sono ben visibili attribuiti comuni della dea quali il disco solare sul capo e le due rosette in corrispondenza dei seni.

| s | abA | x · t | H8 | I12 |

sḫmt

## Iconografia
Sekhmet era rappresentata come una feroce leonessa o come una donna con testa di leonessa e vestita di rosso, colore del sangue; uno dei suoi epiteti era Rossa Signora. Talvolta il suo abito esibiva in corrispondenza del seno due rosette stilizzate, antico simbolo leonino. In quanto collegata al culto del sole, il suo capo era sempre sormontato dal disco solare il quale si fregiava dell'ureo; dal disco solare poteva sprigionare fiamme distruttive contro i suoi nemici (caratteristica condivisa con l'altra dea solare Tefnut). Occasionalmente poteva essere raffigurata quasi o completamente svestita.

## Storia

### Dal Periodo arcaico al Nuovo Regno: il rapporto con Bastet
Le varie culture dell'Egitto arcaico, confluite in una all'unificazione del Paese, avevano diverse divinità con le stesse funzioni e gli stessi attributi iconografici: nel III millennio a. C., sia Sekhmet che Bastet (o più correttamente Bast, nome con cui fu nota fino al Periodo tardo) erano rappresentate sia integralmente come leonesse sia come donne con la testa di leonessa.

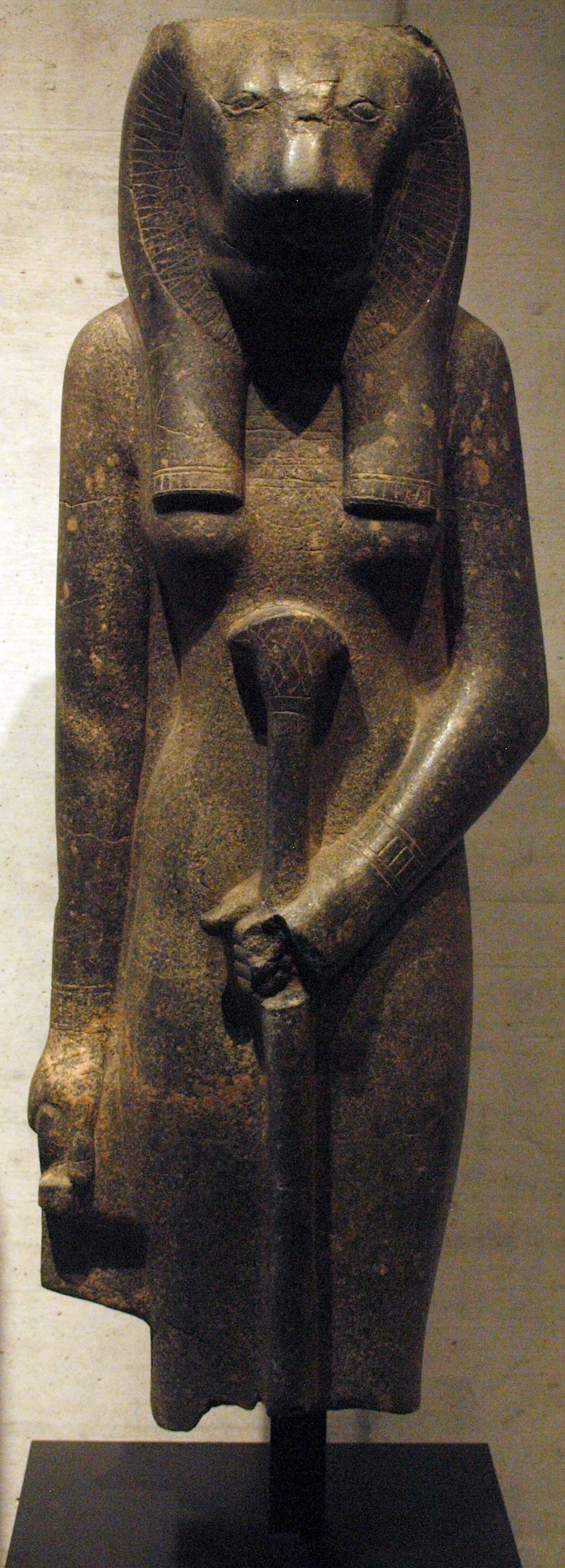
Statua di Sekhmet proveniente dal Tempio di Mut a Karnak. Staatliches Museum Ägyptischer Kunst, Monaco di Baviera.

Il leone era considerato la più feroce belva africana; gli antichi osservavano le leonesse cacciare in gruppo: ebbe così origine, parallelamente, la rappresentazione di Sekhmet e Bast come dee della guerra. La dea-leonessa Sekhmet era adorata come divinità della guerra nell'Alto Egitto, mentre il culto di Bast era diffuso nel Basso Egitto. Diversamente da molte divinità fuse in un'unica entità con l'unione delle Due Terre, Sekhmet e Bast rimasero ancora per molto tempo due personalità ben distinte nel pantheon egizio.
Il pantheon dell'antica religione egizia era in costante evoluzione. Durante la XVIII dinastia, Tebe divenne la capitale del Paese: in questo modo Amon, patrono della città, divenne la suprema divinità nazionale. I sacerdoti del tempio di Amon ebbero modo di modificare i livelli d'importanza e di influenza degli altri dei; per esempio, Amon-Ra acquisì un'importanza fondamentale nel Nuovo Regno. Tuttavia, le differenze di significato che Sekhmet e Bast assunsero nelle rispettive regioni d'influenza ne impedì la fusione in un'unica divinità. In questa epoca, il ruolo di Bast come dea della guerra cominciò ad attenuarsi a favore di Sekhmet, che a sua volta andava prendendo connotati di grande violenza e ferocia.

### Amenofi III
Si stima che più di 600 statue di Sekhmet si trovassero nel Tempio di Mut, a Karnak, in gran parte attribuibile ad Amenofi III (1386 a.C. - 1348 a.C.) il quale, afflitto verso la fine della sua vita da numerose e dolorose patologie, come emerge dalla sua mummia, avrebbe cercato di attirare la speciale benevolenza della dea delle guarigioni e dei medici. I sacerdoti di Sekhmet erano medici, e viceversa, venendo chiamati sunu, termine che indica i medici. La scoperta di nuove sculture facenti parte, un tempo, di quel set immenso continua ancora oggi nel sito del tempio funerario. Alcuni hanno ipotizzato che la devozione estremamente accesa dimostrata da Amenofi III derivasse dal suo legame con la madre, Mutemuia, che fu anche reggente durante la minore età del figlio divenuto faraone da bambino: il nome Mutemuia è teoforo, cioè reca il nome della dea Mut, che allora era strettamente connessa (e talvolta identificata) con Sekhmet, e che forse il faraone individuò come speciale patrona del proprio regno. Inoltre, le statue erano collocate proprio nel tempio dedicato a Mut.

## Ruolo e culto

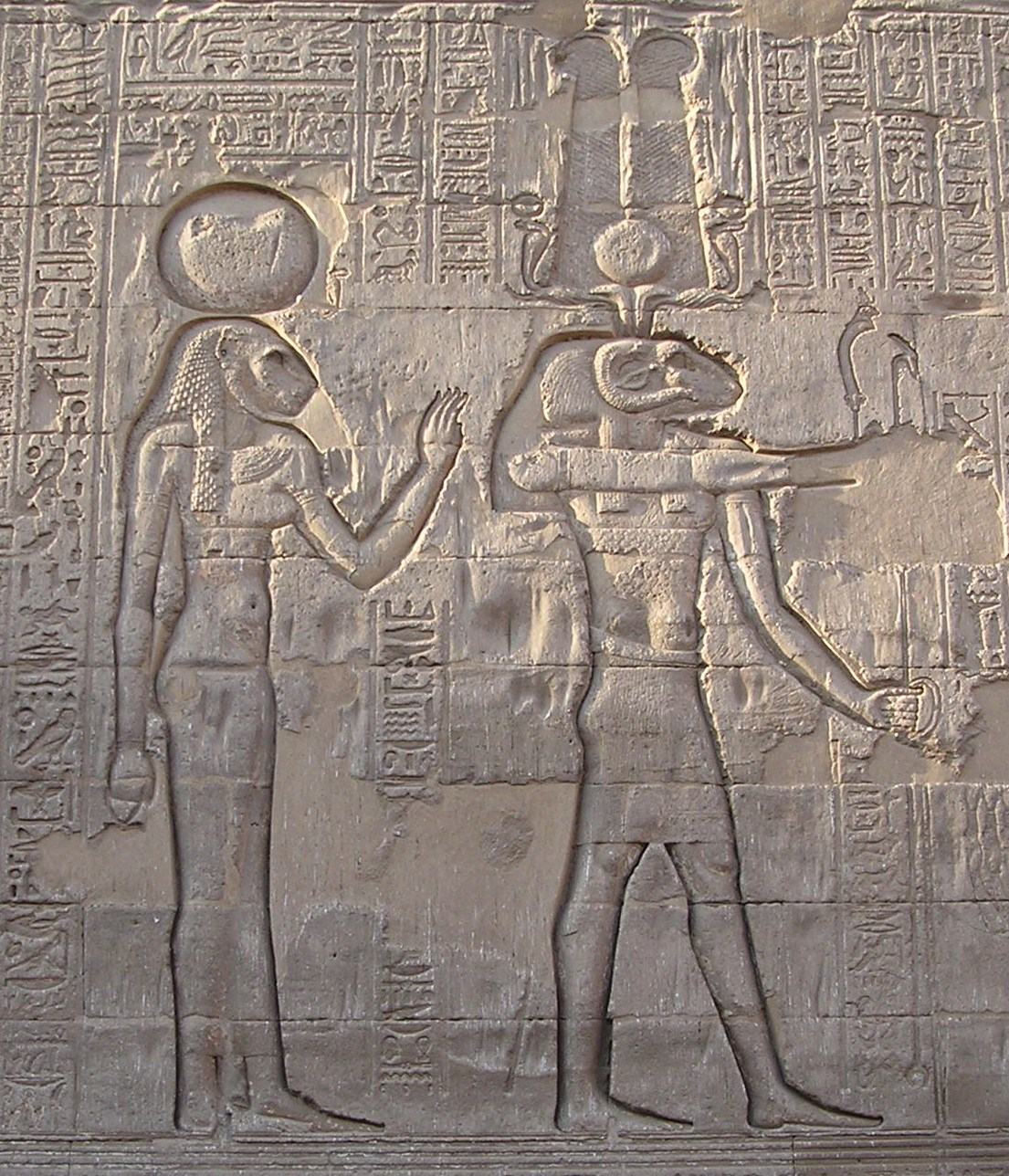
Sekhmet alle spalle di Khnum, nel tempio di quest'ultimo a Esna.

### Sekhmet come divinità distruttrice
Figlia di Ra, nella tarda teogonia menfita, a partire dal Nuovo Regno, era membro della triade come sposa di Ptah e madre di Nefertum, prendendo anche l'epiteto di Grande, amata da Ptah. Era la terribile divinità della guerra e incarnava i raggi del sole e il loro calore mortale, così come potere distruttivo dell'astro e l'aria rovente del deserto, i cui venti erano il suo respiro di fuoco e tramite i quali puniva i suoi nemici, bruciandoli. Il faraone Ramses II (1279 a.C. - 1213 a.C.), che l'aveva adottata come simbolo della propria prodezza militare, dichiarò che Sekhmet aveva combattuto insieme a lui sul suo carro da guerra, pronta a distruggerne i nemici con il suo respiro incandescente. Sekhmet condivideva il patronato della guerra con il dio-leone Maahes (spesso ritenuto suo figlio) e con Montu.
Rappresentava anche lo strumento della vendetta di Ra contro l'empietà degli uomini imponendo l'ordine del mondo. Sekhmet era temuta persino nel Duat, l'aldilà, dove il malvagio Seth e il serpente Apopi venivano sconfitti dalla dea che abbracciava suo padre Ra con spire di fuoco nel corso del viaggio notturno del sole nell'oltretomba sulla barca Mesektet.

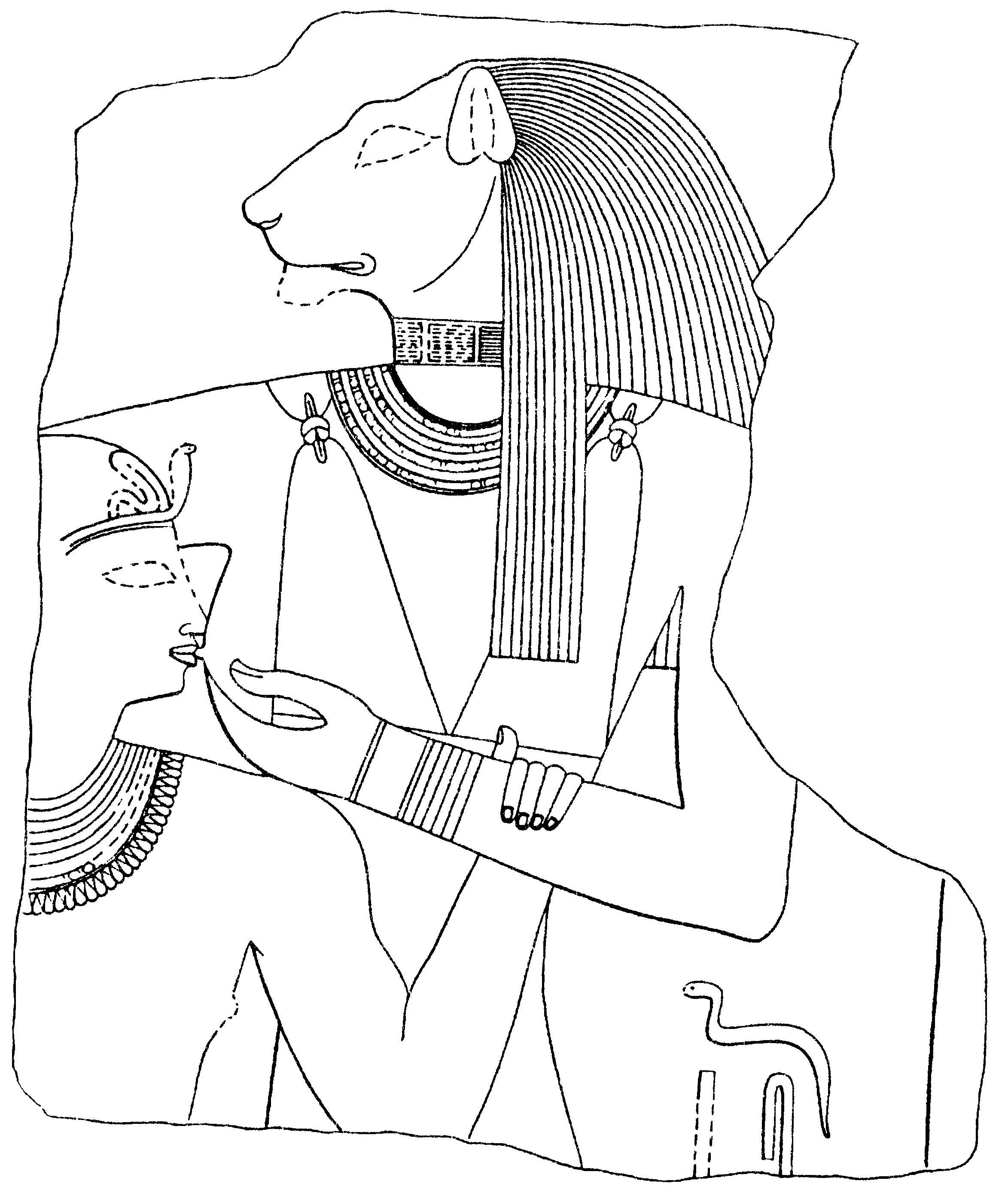
Riproduzione di Ludwig Borchardt di un rilievo raffigurante il giovane faraone Niuserra (ca. 2460 a.C. - 2430 a.C.) allattato da Sekhmet (dal suo tempio funerario).

Dietro a un carattere molto pericoloso, quindi, questa dea aveva un lato benevolo che richiedeva rituali specifici soprattutto durante gli ultimi cinque giorni dell'anno solare, considerati estremamente pericolosi: per placare l'ira della sanguinaria Sekhmet, la sua classe sacerdotale celebrava ogni giorno dell'anno, al mattino e al pomeriggio, un rituale davanti a una diversa statua della divinità. Tale pratica si può dedurre da varie rappresentazioni della dea conservatesi fino a oggi. La maggior parte delle statue della dea non esibiva alcun movimento o dinamismo, per limitare al massimo il rischio di rompersi e assicurare così al simulacro una lunga durata: l'ira di Sekhmet, credevano, avrebbe portato allo scoppio di epidemie e altre sciagure.

### Sekhmet come dea guaritrice
Portava morte e distruzione all'umanità ma era anche una divinità protettrice dei medici, come citano i papiri medici Ebers ed Edwin Smith. I suoi sacerdoti, molto potenti, erano spesso chiamati, fra le altre, per la cura di patologie ossee, quali le fratture. Fra i molti epiteti minacciosi e inquietanti della dea, quali Signora del terrore e Signora della strage, spiccava l'epiteto Signora della vita, riferimento al suo ruolo di dea delle guarigioni che ha il potere di porre fine anche alle grandi epidemie.
Centro del suo culto era a Letopolis nel 2º distretto del Basso Egitto.

### Mito
In un mito sulla fine del dominio di Ra sulla terra, il dio, adirato con gli uomini che avevano cospirato contro di lui, inviò Sekhmet (o Hathor sotto forma di Sekhmet) fra gli uomini per distruggerli. Nel mito, al termine della battaglia la sete di sangue della dea non era ancora domata e ciò la portò a intraprendere la distruzione dell'umanità intera. Per porre freno alla strage e salvare il genere umano, Ra tinse della birra con ocra rossa ed ematite perché sembrasse sangue. Scambiando la birra per sangue, Sekhmet si ubriacò e non portò a termine il massacro, ritornando da Ra ammansita.
Questo mito compare, per esempio, nel papiro 86637 del Museo egizio del Cairo, detto Calendario dei Giorni Fortunati e Sfortunati, ove le azioni di Sekhmet, Horus, Ra e Uadjet vengono ricondotte al sistema stellare Algol, nella costellazione di Perseo.

## Galleria d'immagini

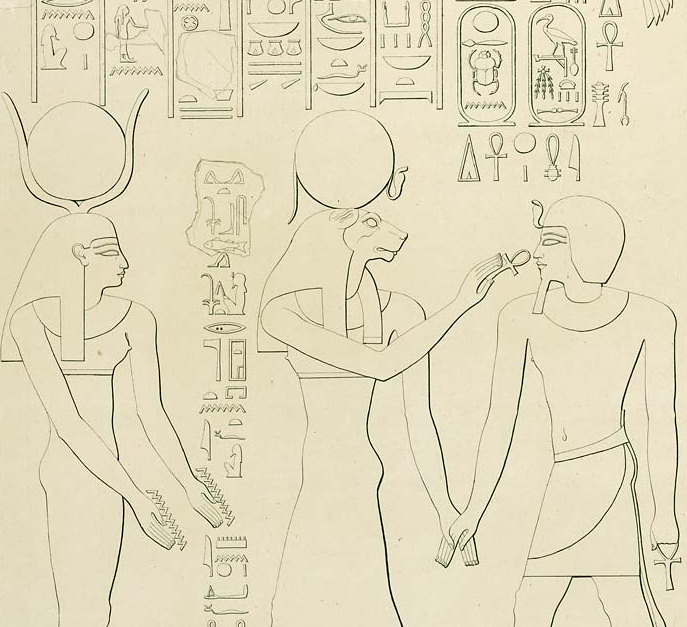
Copia di un rilievo raffigurante re Amenofi II al cospetto di Hathor e Sekhmet, e vivificato da quest'ultima. 2º pilone del Complesso templare di Karnak.
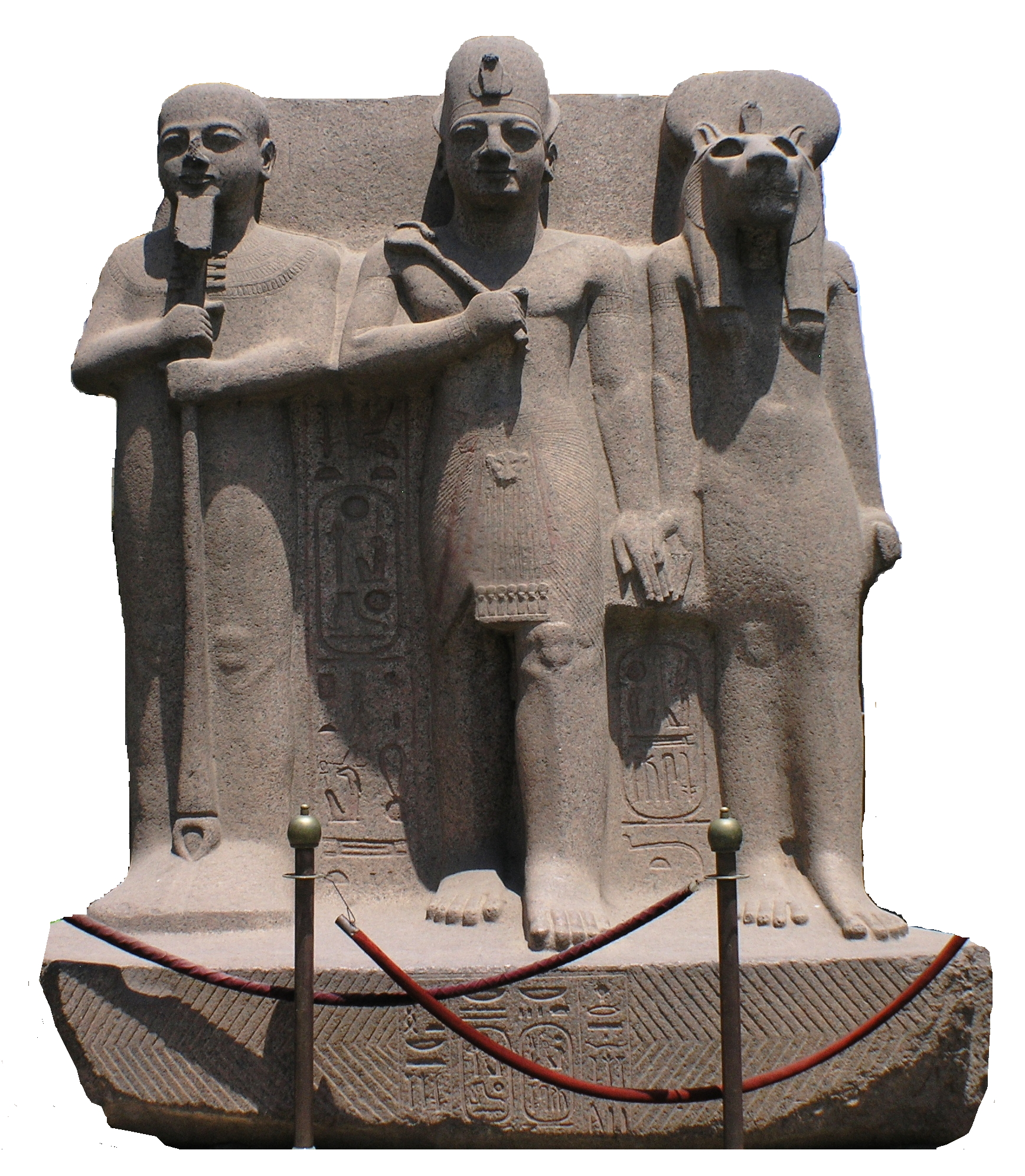
Statua raffigurante re Ramses II fra Ptah, a sinistra, e Sekhmet, consorte di quest'ultimo. Museo egizio del Cairo.
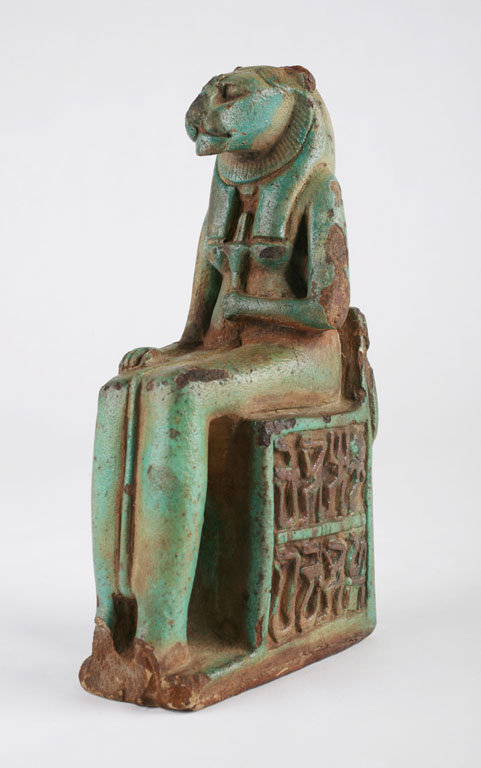
Statuetta di Sekhmet d'epoca tarda. Museo dei Bambini, Indianapolis.
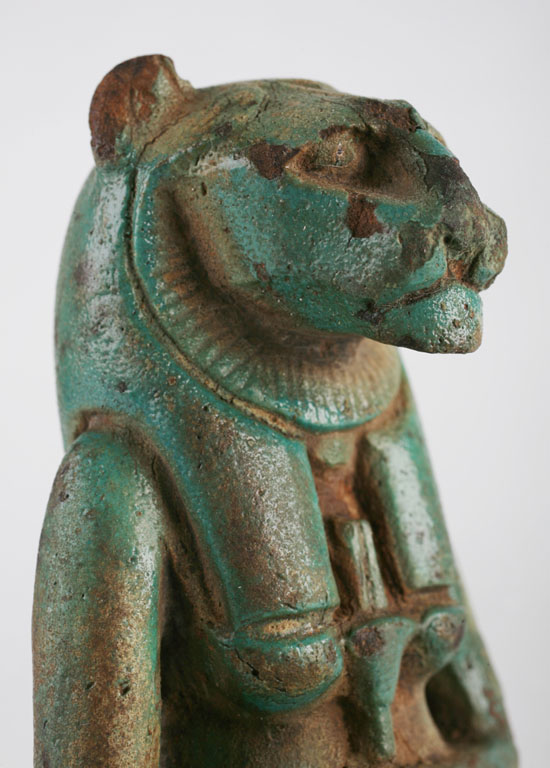
Dettaglio del viso della precedente.
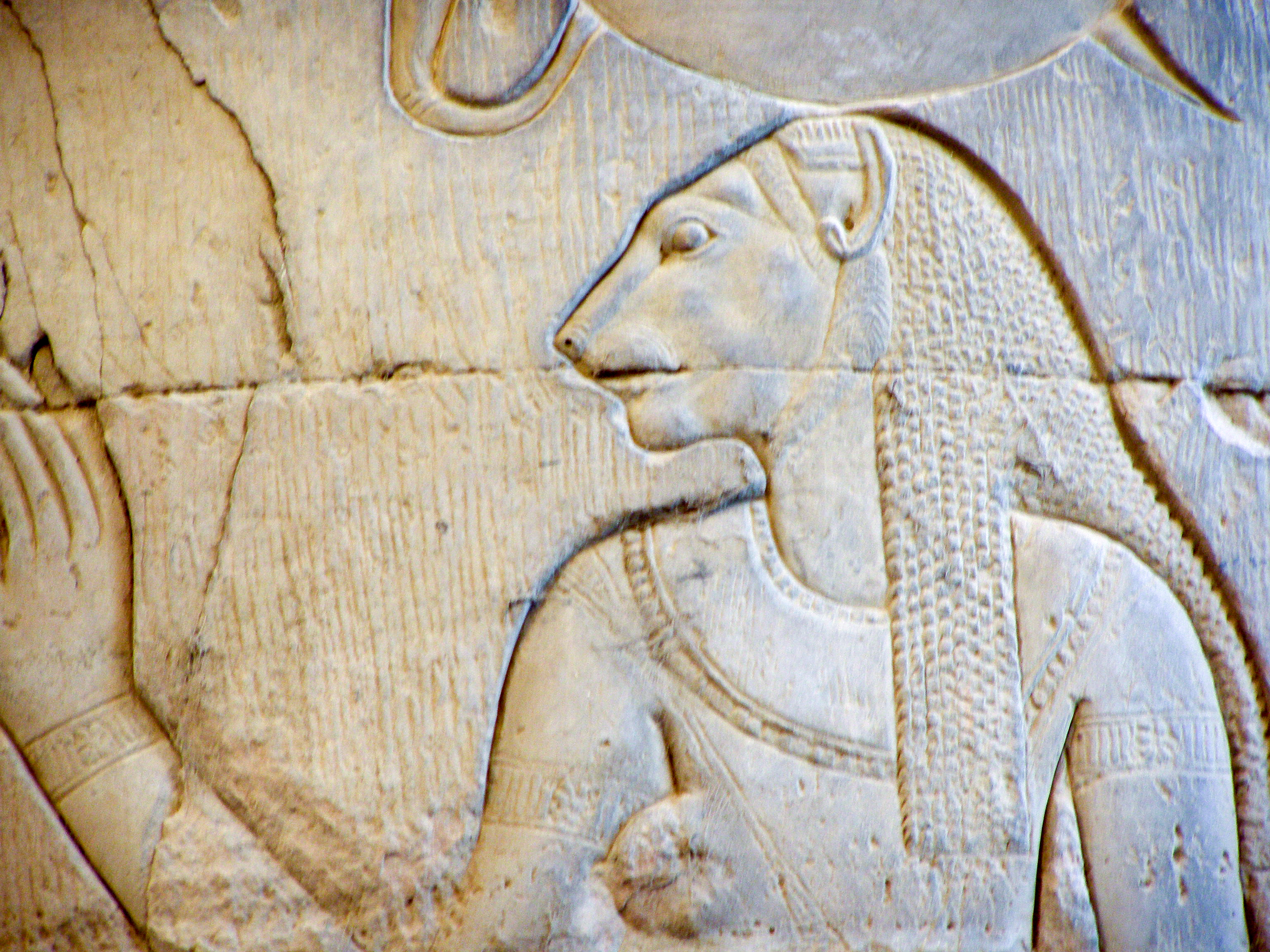
Bassorilievo di Sekhmet nel Tempio di Kôm Ombo. Epoca tolemaica
Statua raffigurante la dea Sekhmet del quattordicesimo secolo avanti Cristo, Museo Egizio di Torino